# سرخس مقدس
سرخس مقدس (نام علمی: Polystichum aculeatum) نام یک گونه از سرده سرخس مقدس است.